# Tim Hecker
Tim Hecker (* 1974 Vancouver) je kanadský hudebník hrající elektronickou hudbu. V počátcích své kariéry vystupoval pod jménem Jetone a jeho hudba se řadila spíše mezi techno. Své první ambientní album nazvané Haunt Me, Haunt Me Do It Again vydal v roce 2001, do roku 2013 jich vydal dalších šest. V roce 2012 přispěl skladbou „Suffocation Raga for John Cale“ na album Extra Playful: Transition.

## Diskografie

### Tim Hecker

#### Alba
- Haunt Me, Haunt Me Do It Again (2001)
- Radio Amor (2003)
- Mirages (2004)
- Harmony in Ultraviolet (2006)
- An Imaginary Country (2009)
- Ravedeath, 1972 (2011)
- Virgins (2013)
- Love Streams (2016)
- Konoyo (2018)
- Anoyo (2019)

#### Další tvorba
- Trade Winds, White Noise (2002)
- My Love Is Rotten to the Core (2002)
- Radio Marti / Radio Havana (2004)
- Mort Aux Vaches (2005)
- Pareidolia (2006)
- Norberg (2007)
- Atlas (2007)
- Apondalifa (2010)
- Dropped Pianos (2011)

#### Kolaborace
- Fantasma Parastasie with Aidan Baker (Nadja) (2008)
- Instrumental Tourist with Daniel Lopatin (Oneohtrix Point Never) (2012)

### Jetone
- Autumnumonia (2000)
- Ultramarin (2001)
- Sundown (2006)